# 溧阳长荡湖机场
溧阳长荡湖机场是一座位于中国江苏省常州市溧阳市的通用航空机场，机场选址在别桥镇长荡湖村境内，长荡湖西南岸，距离溧阳市中心约13千米，2021年10月18日首飞开航。

## 概况
溧阳长荡湖机场原名溧阳天目湖通用机场，是常州市境内首个通用机场。机场定位为地区级（省市级）公益服务型通用机场，主要作为城市基础设施用于应急救援、城市环保、飞行培训、旅游等通用航空飞行，同时为通用航空产业发展作为支撑及通航飞机展销、维修改装和新生产飞机试飞提供服务。
机场新建项目总投资3.7亿元，占地约461亩，其中飞行区面积约357亩，航站区面积约104亩，建筑面积29370平方米。飞行区等级为1B，设有一条600米×40米跑道，两条18米宽垂直滑行道和一座600米×98米停机坪，停机坪设停机位37个。配套建设综合航站楼、5座机库、航材库、消防特种车库、变电站、油车棚，以及服务中心、航司办公楼、宿舍楼等等设施。按4C机场预留远期扩建条件，并且规划了水上跑道。

## 建设
2012年，溧阳天目湖通用机场列入《江苏省“十二五”及至2030年通用机场布局规划》，定位为小型通用机场，为省“十二五”时期重点推进建设的通用机场。
2012年4月召开选址协调会，在别桥镇北山工业园、竹箦镇中河北侧、竹箦镇中河南侧三个选址方案中定址别桥镇北山工业园（北山村）。后又改定址至别桥镇湖边村（2021年11月更名为长荡湖村）长荡湖畔。2013年1月取得空军场址批复。
2014年9月，受民航华东局、江苏省发改委委托，上海第一测量师事务所召开了江苏天目湖通用机场项目评估会。由民航华东局、华东空管局、江苏省发改委、江苏省交通厅、民航江苏监管局、溧阳市政府等单位组成的专家组评审通过了南京军区空军勘查设计院和中国民航飞行学院关于《溧阳天目湖通用机场项目申请报告》。
2015年10月，获江苏省省发改部门核准建设。
2017年12月开工建设。2018年6月进入土方施工阶段。预计2021年竣工。
2020年底，常州国际机场签约成为机场运营方。

## 运营
2021年6月28日取得通用机场许可证，定名溧阳别桥机场。
2021年10月18日首飞。至2022年末，已保障1.1万架次（5500起落）、约1800小时的飞行任务。
2022年12月28日起更名溧阳长荡湖机场。